# Параграф 78 (фільм)
«Параграф 78» (рос. Параграф 78, стил. § 78) — російський фантастичний бойовик 2007 р. режисера Михайла Хлебородова, знятий за оповіданням Івана Охлобистіна. Фільм був розділений на дві частини: Параграф 78. Пункт 1, випущений 22 лютого 2007 р. і Параграф 78. Пункт 2 — 29 березня 2007-го відповідно.
З 9 грудня 2014 року, після протестів громадськості, двосерійник заборонили до показу та розповсюдження в Україні через незаконні вчинки та антиукраїнські шовіністичні висловлювання сценариста фільму Івана Охлобистіна.

## Сюжет

### Фільм перший
Сюжет фільму розвивається в недалекому майбутньому: легалізовані легкі наркотики, боулінг включений в число олімпійських видів спорту, існують такі держави як Азійський Союз і Латинські Штати Америки. Оперативно-тактична група під командуванням Гудвіна (Гоша Куценко) розпадається відразу після виконання завдання через конфлікт між ним і Скіфом (Володимир Вдовиченков).
П'ять років потому. Лисиця (Анастасія Сланевська) пішла від Скіфа до Гудвіна і вийшла за нього заміж. Росія, Азійський Союз і Латинські Штати Америки стежать за виконанням договору про повне припинення виробництва зброї масового ураження. В одній із секретних лабораторій Міністерства оборони Росії на одному з островів Північного Льодовитого океану відбувається надзвичайна подія, спрацьовує аварійний маяк, місцезнаходження секретної бази може бути виявлено іншими країнами. Щоб уникнути цього, за наказом командування, Гудвін знову збирає разом всіх колишніх членів групи. До того часу Спам сидить у в'язниці, Люба працює в цій же в'язниці наглядачем, Фестиваль торгує забороненими наркотиками (лізергіновою кислотою, похідним якої є ЛСД), Пай працює охоронцем в казино, Скіф займається невідомо чим. До групи приєднується доктор (Юсуп Бахшиєв), якому доручено оцінити ситуацію з наукової точки зору.
Разом вони вирушають на острів і проникають на велику підземну військову базу. Персонал бази мертвий, в живих залишилися лише двоє — вчений і лаборантка, які теж гинуть на очах у групи. Вони заражені новим вірусом, що стирає всю придбану людиною пам'ять, перетворює її в тварину і в кінці вбиває. Група відключає маяк і готується до евакуації, але Доктор випускає червону ракету, відганяючи вертоліт. Він повинен перевірити, чи не заразилися члени групи.

### Фільм другий
Параграф 78 експедиційного Статуту: Якщо причину ураження неможливо усунути, а повернення є потенційною загрозою, група підлягає самоліквідації.
На початку фільму Скіф відповідає на запитання військового трибуналу, що стосуються його непокори наказу Гудвіна при зачистці лінкора «Марс». Попри їхні взаємні чвари, Скіф прикриває Гудвіна, не розповідаючи членам трибуналу всієї правди.
Група повертається на базу. Доктор завантажує обрану пробу крові Люби в аналізатор. Загоряються червоні лампочки — результат позитивний: вся група інфікована. Скіф також здогадується про це — на ампулах з антидотом Доктора і бирках співробітників, які загинули, стоять одні й ті ж цифри. Учений що загинув, розробив формулу протиотрути, але не зумів її синтезувати: на базі закінчився запас метіоніну. Досить завантажити його в будь-яке поєднання і концентрації в камеру синтезу апарату і через годину протиотрута буде готова. Однак в аптечках групи тільки бинти і анестетик, цей шанс провалюється. Доктор пропонує членам групи перейти до самоліквідації і першим розлучається з життям, вколовши собі летальну дозу анестетика. Спам пропонує поставити чипи наведення на ракети і за допомогою шантажу змусити «материк» надати їм допомогу, Гудвін проти: група розколюється. Мало не почалася взаємна бійня, якій запобігає Скіф, розстрілюючи сумку з чипами. Гудвін пропонує розбитися на пари і битися на смерть, всі погоджуються. Лисиця встановлює час вибуху станції через 8 годин і ламає комп'ютер. У наступних сутичках члени загону знищують один одного, в живих залишаються тільки Гудвін, Лисиця і Скіф. Гудвін згадує, що Лисиця вживає протизаплідні засоби і імітуючи зґвалтування, краде у неї таблетки. Він синтезує антидот, але віддає його Лисиці і Скіфу, а сам залишається на знищеній базі.

## Ролі
- Гоша Куценко — Гудвін
- Володимир Вдовиченков — Скіф
- Анастасія Сланевська — (Слава) Ліса
- Григорій Сіятвінда — Фестиваль
- Станіслав Дужников — Люба
- Анатолій Білий — Спам
- Азіс Бейшиналієв — Пай
- Юсуп Бахшиєв — доктор
- Михайло Єфремов — начальник в'язниці
- Сергій Шакуров — член військового трибуналу
- Віктор Вержбицький — член військового трибуналу
- Марія Кисельова — член військового трибуналу

## Виробництво

### Новелізація
Роман «Параграф 78» (авторська назва — «§ 78») за мотивами одного з варіантів сценарію фільму написав Андрій Лазарчук, що творить у жанрі турбореалізму. Книга вийшла в кінці лютого 2007 р.

### Відеогра
Фірмою Gaijin Entertainment розроблена однойменна відеогра в жанрі шутер від першої особи, що є продовженням і доповненням фільму. Випущена 9 березня 2007 р.

## Касові збори
Під час показу в Україні першої частини фільму, що розпочався 22 лютого 2007 року, протягом перших вихідних фільм зібрав $193,387 і посів 1 місце в кінопрокаті того тижня. Фільм продовжував очолювати український кінопрокат наступного тижня і зібрав за ті вихідні ще $94,359. Загалом фільм в кінопрокаті України пробув 4 тижні і зібрав $414,887, посівши 44 місце серед найбільш касових фільмів 2007 року.
Під час показу в Україні другої частини фільму, що розпочався 29 березня 2007 року, протягом перших вихідних фільм зібрав $159,705 і посів 2 місце в кінопрокаті того тижня. Фільм опустився на п'яту сходинку українського кінопрокату наступного тижня і зібрав за ті вихідні ще $40,372. Загалом фільм в кінопрокаті України пробув 3 тижні і зібрав $291,494, посівши 55 місце серед найбільш касових фільмів 2007 року.

## Заборона до показу
З 9 грудня 2014 року Державне агентство України з питань кіно заборонило до показу та поширення в Україні обидва фільми — «Параграф 78» і «Параграф 78: пункт 2» — разом із ще 69-ма фільмами та серіалами за участю Івана Охлобистіна. За повідомленням відомства, заборона пов'язана із антиукраїнськими шовіністичними вчинками Охлобистіна, а також порушенням ним заборони на в'їзд до України. Незадовго до цього за заборону протестували активісти, зокрема учасники кампанії «Бойкот російського кіно».

## Критика
- Фільм різко критикували за сильну схожість з низкою фільмів, зокрема Оселя зла, Doom, Винищувач драконів, Чужі.
- Фільм сильно насичений продакт-плейсментом.
- Деякі критики побачили великий «обман» аудиторії в історії російської кіноіндустрії, адже фільм був розбитий на дві частини.